# Westelijke Jangi
De Westelijke Jangi (Russisch: Западные Янги; Zapadnye Jangi) is een korte bergrug in het Hoogland van Aldan, gelegen in het interfluvium van de Aldan en de Timpton. Het strekt zich uit over een lengte van ongeveer 100 kilometer en heeft een hoogte tot 1600 meter (de Evota). Op de bergrug ontstaan onder andere de rivieren Maly Nimnyr, Tit en Kenkenej.